# Рианнон
Рианнон (валл. Rhiannon) — персонаж валлийской мифологии, фигурирующая в повестях «Мабиноги»; богиня или полубогиня, связанная с лошадиным культом. Схожа с Эпоной в мифологии галлов. Дочь Хевейдда Старого. Была замужем за Пуйлом, королём Диведа, а позже за Манауиданом.
В её честь назван кратер Рианнон на спутнике Юпитера Европе.

## История Рианнон
Когда Пуйлл увидел Рианнон, поднявшись со своими придворными на тронный холм у своего дворца в Арберте. Она ехала мимо «на прекрасном белом коне, в сияющем золотом одеянии». Пуйлл послал за ней своих всадников, но они не смогли её догнать, хотя её конь шёл практически шагом. Три дня Пуйлл поднимался на холм, и на третий раз сам пустился за ней вдогонку. Он тоже не смог её настигнуть, пока не попросил её остановиться. Заговорив с ним, Рианнон рассказала, что её собираются выдать замуж за Гуала, но она желает быть женой Пуйла. Она назначила свидание Пуйлу через год, во дворце её отца, где должно было состояться бракосочетание. Но на этом пиру Пуйлл случано пообещал Гуалу, не зная его, исполнить любую просьбу. Гуал потребовал себе Рианнон и свадебный пир. Хитростью Рианнон уговаривает отложить свадьбу ещё на год, и наставляет Пуйлла обманом заставить Гуала залезть в магическую сумку, выпустив его оттуда только в обмен на обещание больше не добиваться руки Рианнон.
Спустя три года правления Рианнон родила сына; в ночь рождения дитя, опекаемое шестью служанками Рианнон, исчезло. Служанки испугались, что их приговорят к смерти, и, чтобы избежать наказания, намазали спящую Рианнон кровью щенка и разложили его кости вокруг её постели, как будто она сама разорвала ребёнка. Советники Пуйла в качестве наказания за убийство приговорили Рианнон семь лет оставаться при дворе Арберта и каждый день сидеть за воротами, рассказывая свою историю всем проходящим. Кроме того, она должна была донести любого желающего гостя до дворца на своей спине.
Однако, дитя не погибло, а оказалось в семье Тейрниона. Его кобыла каждый год рождала жеребёнка в ночь Бельтейна, но каждый раз он к утру исчезал. Однажды Тейрнион решил выяснить, в чём дело. Когда ночью после рождения жеребёнка в окно конюшни просунулась огромная когтистая лапа и схватила детёныша, Тейрнион её отрубил. Снаружи раздался вой, но выскочив на улицу, Тейрнион увидел лишь покинутого на пороге младенца. Ребёнок рос быстрее обычного, и когда Тейрнион узнал о произошедшем с Рианнон, он понял, что это её сын, и вернул его родителям, которые назвали его Придери — «забота».
Придери женился на Кигфе и стал правителем Диведа после смерти отца. Затем он пригласил Манауидана (своего отчима) жить с ним в Диведе. Вскоре Дивед был превращен в пустынные земли, и лишь Рианнон, Придери, Кигфа и Манауидан выжили. Манауидан и Придери во время охоты увидели белого вепря и стали преследовать его. Придери и Рианнон дотронулись до золотой чаши, к которым привел их вепрь, и оказались зачарованы. Манауидан и Кигфа были не в силах помочь им, пока не поймали мышь, на самом деле бывшую женой Ллуйда, врага Рианнон (желавшего отомстить за обманутого ею Гуала), и заклинание было снято.

## Этимология
Имя Рианнон, как считается, происходит от пракельтского корня *rīganī, означающего «королева», в сочетании с усиляющим суффиксом -on. Романо-бриттская форма этого имени, если оно существовало на этой стадии, должна звучать как *Rīgantonā. Это подтверждается многими академическими авторами.
Согласно профессору Проншес Мак Кана из Университетского колледжа в Дублине и специалисту по кельтским наукам в Гарвардском Университете Рианнон происходит ‘от Божественная Королева *Rīgantonā’. Доктор Анна Росс указывает происхождение имени Рианнон как «Валл. Riannon от Rigantona, великая королева». Профессор Миранда Грин из Университета Уэльса указывает два значения, соединяя вышеприведенные версии: «Её имя может происходить от имени языческой богини Rigantona ('Великая — или Священная — Королева')».
В ответ на вопрос «Кем была Рианнон?», Проншес Мак Кана утверждает: «Рианнон воплощает богиню верховной власти, которая, выбирая себе супруга, таким образом делает его законным королём территории, которую она олицетворяет». Согласно профессору Грин, «Рианнон согласовывает два архетипа мифа <…> милосердную, щедрую королеву-богиню».